# Берестя-Північний
Бе́рестя-Півнíчний (біл. Брэ́ст-Паўночны) — залізнична станція Берестейського відділення Білоруської залізниці на перетині ліній Берестя-Центральний — Високо-Литовськ та Берестя-Східний — Берестя-Північний. Розташована у північній частині міста Берестя Берестейської області.

## Історія
У 2022 році Білоруською залізницею передбачено продовжити реалізацію інвестиційних проєктів щодо розвитку станції Берестя-Північний. Проєкти спрямовані на оптимізацію експлуатаційної роботи Берестейського залізничного вузла як колією 1520 мм, так і колією 1435 мм в умовах зростання обсягів контейнерних перевезень у напрямку Схід — Захід — Схід. Реалізація проєкту дозволить покращити технологію пропуску та обробки вантажних поїздів на Берестейському залізничному вузлі за рахунок скорочення часу внутрішньовузлових переміщень та мінімізації так званих ворожих маршрутів.

## Пасажирське сполучення
На станції Берестя-Північний зупиняються регіональні поїзди економкласу сполученням Берестя —  Високо-Литовськ.